# 東芸エンタテイメンツ
東芸エンタテイメンツ（とうげいエンタテイメンツ、英: togei entertainments）は、東京都に本社を置くイベント企画・運営会社。

## 概況
1975年（昭和50年）1月にイベント企画プロデュース会社として発足。各種イベントの企画、運営の他、東京ディズニーリゾートのエンターテインメントプログラムの運営を行っている。その他、ブライダルパッケージ「ディズニー・フェアリーテイル・ウェディング」の演出を行っている。

## 本社
- 所在地：東京都中央区銀座一丁目15番4号（銀座一丁目ビル5F）

## 沿革
- 1975年（昭和50年）1月 - 東京都渋谷区にイベント企画プロデュース会社として発足。
- 1982年（昭和57年）5月 - 東京都新宿区に本社移転。
- 2000年（平成12年）7月 - 舞浜1営業所業務開始。
- 2001年（平成13年）9月 - 舞浜2営業所業務開始。
- 2005年（平成17年）3月 - 千葉支社設立。
- 2006年（平成18年）
  - 2月 - ショーサービス業務開始。舞浜3営業所業務開始。
  - 3月 - 東京都中央区銀座に本社移転。
- 2008年（平成20年）
  - 7月 - 舞浜4営業所業務開始。
  - 8月 - 舞浜ビデオスタジオ業務開始。
- 2012年（平成24年）12月 - 東京スカイツリーイベント業務開始。